# 上百済
上 百済 （かみ の くだら、生没年不詳）は、飛鳥時代の貴族。氏姓は上村主のち阿刀連。小乙下・上光欠の子。官位は従五位・大学博士。

## 出自
上氏（上村主）は魏の武帝の子・陳思王曹植の後裔とされる中国系渡来氏族。氏の呼称については、本貫が河内国であることから、安宿郡・大県郡・渋川郡に所在する賀美郷に由来すると想定される。

## 経歴
持統天皇5年（691年）大学博士として学業を勧めた功績によりとして正税1000束を与えられる。また、持統天皇7年（693年）には儒道に優れることを賞されて食封50戸を与えられている（この時の冠位は直広肆（従五位下相当））。
大宝元年（701年）の大宝令の制定を通じて従五位に叙せられ、大宝4年（704年）上村主からに阿刀連に改姓している。

## 官歴
『六国史』による。
- 時期不詳：大学博士
- 持統天皇5年（691年） 4月1日：賜大税1000束（勧其学業也）
- 時期不詳：勤広弐
- 持統天皇7年（693年） 3月5日：食封30戸（優儒道）
- 時期不詳：従五位
- 大宝4年（704年） 2月20日：上村主から阿刀連に改姓